# Družina asteroidov
Družina asteroidov je skupina asteroidov, ki imajo podobne elemente tirnic (velike polosi, izsrednosti, naklone tira).

## Lastnosti
Velike družine imajo nekaj sto znanih asteroidov. V družinah je običajno še mnogo manjših neodkritih teles. Manjše goste družine obsegajo po deset znanih asteroidov. V asteroidnem pasu samo okoli 33 do 35 % asteroidov pripada znani družini.

Sedaj poznamo od 20 do 30 družin, ki so splošno priznane, in nekaj deset skupin asteroidov. Večina tidružin je v glavnem asteroidnem pasu. Nekatere družine (Palas, Madžarska, Fokeja) imajo manjše velike polosi in večje naklone tirnic, kot jih ima glavni asteroidni pas.

Prvi je zaznal družine asteroidov Hirayama v letu 1918.

Ena izmed družin je povezana z velikim čezneptunskim telesom Haumea

Družine dobijo ime po imenovanem asteroidu, ki ima v skupini najnižjo številko (glej poimenovanje astronomskih teles) 

## Nastanek
Predvidevajo, da družine asteroidov nastajajo pri trkih med asteroidi. Pri večini trkov se asteroid zdrobi. Obstajajo pa tudi družine, za katere je značilno, da imajo asteroidi površino polno kraterjev (primeri: Vesta, Higeja, Masalija). Takšne družine običajno vsebujejo velik središčni asteroid in množico nekajkrat manjših asteroidov. Nekatere družine imajo zapleteno strukturo, ki še ni pojasnjena. Verjetno je posledica večjega števila trkov v preteklosti. Vsi člani družine imajo običajno zelo podobno sestavo (izjema je družina Vesta, ki je nastala iz velikega telesa, ki je bilo razslojeno). Starost družin asteroidov se ocenjuje na milijarde let, pri tem pa manjše asteroide družina hitreje izgubi. Ta starost je precej majša kot je starost Osončja tako, da je med njimi zelo malo ostankov iz časov nastajanja Sončnega sistem. Družine počasi razpadajo zaradi težnostnih vplivov Jupitra in zaradi trkov med posameznimi asteroidi, pri tem pa nastajajo vedno manjša telesa. Ti manjši asteroidi zaradi pojava Jarkovskega počasi pridejo v orbitalno resonanco z Jupitrom. Takrat pa odletijo iz asteroidnega pasu. Verjetno imajo starejše družine manj manjših in srednje velikih članov in ostane samo nekaj največjih. To je tudi osnova za določanje starosti družin. 

## Določanje družin asteroidov
Na diagramu (glej desno) so prikazane izsrednosti in nakloni tira za oskulacijske elemente tira (levi del diagrama) in posebej za lastne elemente tira (na desni strani diagrama). Na desnem delu se lepo vidijo skupine asteroidov, ki jih obravnavamo kot družine. Družine lahko določimo samo, če upoštevamo lastne elemente tirnic in ne trenutnih oskulatornih elementov, ki nihajo okoli nekih vrednsoti v času nekaj deset tisoč let. Lastni elementi ostajajo konstantni v obdobju nekaj deset milijonov let in še več.
Družine asteroidov je prvi določal japonski astronom Kijocugu Hirajama v letu 1918. Njemu v čast nekateri družine asteroidov imenujejo tudi družine Hirajama (to posebej velja za pet družin, ki jih je našel).

## Pregled asteroidnih družin
| Ime družine                         | Asteroid, ki je dal ime             | Elementi tira                       | Elementi tira                       | Elementi tira                       | Velikost družine                    | Velikost družine                     | Druga imena družine ali skupine                                         |
| Ime družine                         | Asteroid, ki je dal ime             | Velika polos (a.u.)                 | Izsrednost                          | Naklon tira (°)                     | % asteroidov (približno)            | Število (analizo opravil Zappalà[A]) | Druga imena družine ali skupine                                         |
| Glavne družine v asteroidnem pasu : | Glavne družine v asteroidnem pasu : | Glavne družine v asteroidnem pasu : | Glavne družine v asteroidnem pasu : | Glavne družine v asteroidnem pasu : | Glavne družine v asteroidnem pasu : | Glavne družine v asteroidnem pasu :  | Glavne družine v asteroidnem pasu :                                     |
| ----------------------------------- | ----------------------------------- | ----------------------------------- | ----------------------------------- | ----------------------------------- | ----------------------------------- | ------------------------------------ | ----------------------------------------------------------------------- |
| Eos                                 | 221 Eos                             | 2,99 do 3,03                        | 0,01 do 0,13                        | 8 do 12                             |                                     | 480                                  |                                                                         |
| Evnomija                            | 15 Evnomija                         | 2,53 do 2,72                        | 0,08 do 0,22                        | 11,1 do 15,8                        | 5%                                  | 370                                  |                                                                         |
| Flora                               | 8 Flora                             | 2,15 do 2,35                        | 0,03 do 0,23                        | 1,5 do 8,0                          | 4-5%                                | 590                                  | Ariadna po asteroidu 43 Ariadni                                         |
| Higeja                              | 10 Higeja                           | 3,06 do 3,24                        | 0,09 do 0,19                        | 3,5 do 6,8                          | 1%                                  | 105                                  |                                                                         |
| Koronis                             | 158 Koronis                         | 2,83 do 2,91                        | 0 do 0,11                           | 0 do 3,5                            |                                     | 310                                  |                                                                         |
| Marija                              | 170 Marija                          | 2,5 do 2,706                        |                                     | 12 do 17                            |                                     | 80                                   |                                                                         |
| Nisa                                | 44 Nisa                             | 2,41 do 2,5                         | 0,12 do 0,21                        | 1,5 do 4,3                          |                                     | 380                                  | Herta po asteroidu 135 Herti ali Polana po asteroidu 142 Polana         |
| Temida                              | 24 Temida                           | 3,08 do 3,24                        | 0,09 do 0,22                        | 0 do 3                              |                                     | 530                                  |                                                                         |
| Vesta                               | 4 Vesta                             | 2,26 do 2,48                        | 0,03 do 0,16                        | 5,0 do 8,3                          | 6%                                  | 240                                  |                                                                         |
| Druge družine asteroidnega pasu[B]: |                                     |                                     |                                     |                                     |                                     |                                      |                                                                         |
| Alinda                              | 887 Alinda                          |                                     |                                     |                                     |                                     |                                      |                                                                         |
| Adeona                              | 145 Adeona                          |                                     |                                     |                                     |                                     | 65                                   |                                                                         |
| Astrid                              | 1128 Astrid                         |                                     |                                     |                                     |                                     | 11                                   |                                                                         |
| Avgusta                             | 254 Avgusta                         |                                     |                                     |                                     |                                     |                                      |                                                                         |
| Bower                               | 1639 Bower                          |                                     |                                     |                                     |                                     | 13                                   | Endimion po asteroidu 342 Endimionu                                     |
| Brazilija                           | 293 Brazilija                       |                                     |                                     |                                     |                                     | 14                                   |                                                                         |
| Fokeja                              | 25 Fokeja                           |                                     |                                     |                                     |                                     |                                      |                                                                         |
| Gefion                              | 1272 Gefion                         | 2,74 do 2,82                        | 0,08 do 0,18                        | 7,4 do 10,5                         | 0.8%                                | 89                                   | Ceres po pritlikavem planetu Ceresu ali Minerva po asteroidu 93 Minervi |
| Griqua                              | 1362 Griqua                         | 3,1 do 3,27                         | > 0,35                              |                                     |                                     |                                      |                                                                         |
| Klorida                             | 410 Klorida                         |                                     |                                     |                                     |                                     | 24                                   |                                                                         |
| Dora                                | 668 Dora                            |                                     |                                     |                                     |                                     | 78                                   |                                                                         |
| Erigona                             | 163 Erigona                         |                                     |                                     |                                     |                                     | 47                                   |                                                                         |
| Hilda                               | 153 Hilda                           | 3,7 do 4,2                          | >0,07                               | <20°                                | -                                   |                                      |                                                                         |
| Karin                               | 832 Karin                           |                                     |                                     |                                     |                                     | 39                                   |                                                                         |
| Liberatriks                         | 125 Liberatriks                     |                                     |                                     |                                     |                                     |                                      |                                                                         |
| Lidija                              | 110 Lidija                          |                                     |                                     |                                     |                                     | 38                                   |                                                                         |
| Madžarska                           | 434 Madžarska                       |                                     |                                     |                                     |                                     |                                      |                                                                         |
| Masalija                            | 20 Masalija                         | 2,37 do 2,45                        | 0,12 do 0,21                        | 0,4 do 2,4                          | 0,8%                                | 47                                   |                                                                         |
| Meliboeja                           | 137 Meliboeja                       |                                     |                                     |                                     |                                     | 15                                   |                                                                         |
| Merksija                            | 808 Merksija                        |                                     |                                     |                                     |                                     | 28                                   |                                                                         |
| Misa                                | 569 Misa                            |                                     |                                     |                                     |                                     | 26                                   |                                                                         |
| Naëma                               | 845 Naëma                           |                                     |                                     |                                     |                                     | 7                                    |                                                                         |
| Nemeza                              | 128 Nemeza                          |                                     |                                     |                                     |                                     | 29                                   | Konkordija po asteroidu 58 Konkordiji                                   |
| Palas                               | 2 Palas                             | 2,71 do 2,79                        | 0,25 do 0,31                        | 32 do 34                            |                                     |                                      |                                                                         |
| Rafita                              | 1644 Rafita                         |                                     |                                     |                                     |                                     | 22                                   |                                                                         |
| Veritas                             | 490 Veritas                         |                                     |                                     |                                     |                                     | 29                                   | Undina po asteroidu 92 Undini                                           |
| Družine čezneptunskih teles         |                                     |                                     |                                     |                                     |                                     |                                      |                                                                         |
| Haumea                              | Haumea                              | ~43                                 | ~0,19                               | ~28                                 |                                     |                                      |                                                                         |

Opombe:
- [A]: Povprečje števila osrednjega dela po analizi, ki jo je naredil Zappalá in sodelavci (1995), zaokroženo. Ta analiza je obravnavala 12.487 asteroidov, trenutno pa jih je znanih preko 300.000 (to je 25-krat več). To pomeni, da bi število za posamezne družine lahko bilo večje za okoli 25-krat.
- [B]: Velikost teh družin je bila približno določena. Izjema: Družina Karin.